# Kukljica
Gmina Kukljica (chorw. Općina Kukljica) – miejscowość i gmina w Chorwacji, w żupanii zadarskiej. W 2011 roku liczyła  714 mieszkańców.